# Crișan
Crișan est une commune du județ de Tulcea en Roumanie, en Dobroudja, dans le delta du Danube.

## Géographie
La commune est composée de trois villages :
- Caraorman
- Crișan
- Mila 23, accessible uniquement par voie fluviale.

## Démographie
| Village   | 2002  | 2002         | 2002         | 2002                   | 2011  | 2011         | 2011         | 2011         |
| Village   | Total | Roumains     | Lipovènes    | Ukrainiens de Roumanie | Total | Roumains     | Lipovènes    | Ukrainiens   |
| --------- | ----- | ------------ | ------------ | ---------------------- | ----- | ------------ | ------------ | ------------ |
| Caraorman | 487   | 458 (94,1 %) | 4 (0,8 %)    | 25 (5,1 %)             | 309   |              |              |              |
| Crișan    | 434   | 318 (73,3 %) | 2 (0,5 %)    | 114 (26,3 %)           | 462   |              |              |              |
| Mila 23   | 493   | 145 (29,4 %) | 342 (69,4 %) | 6 (1,2 %)              | 457   |              |              |              |
| Total     | 1 414 | 921 (65,1 %) | 348 (24,6 %) | 145 (10,2 %)           | 1 228 | 662 (50,6 %) | 316 (25,7 %) | 247 (20,1 %) |

## Personnalités
- Ivan Patzaichin (1949-2021), céiste fameux, est né dans la commune, à Șontea (Mila 23).